# Здание парламента Японии

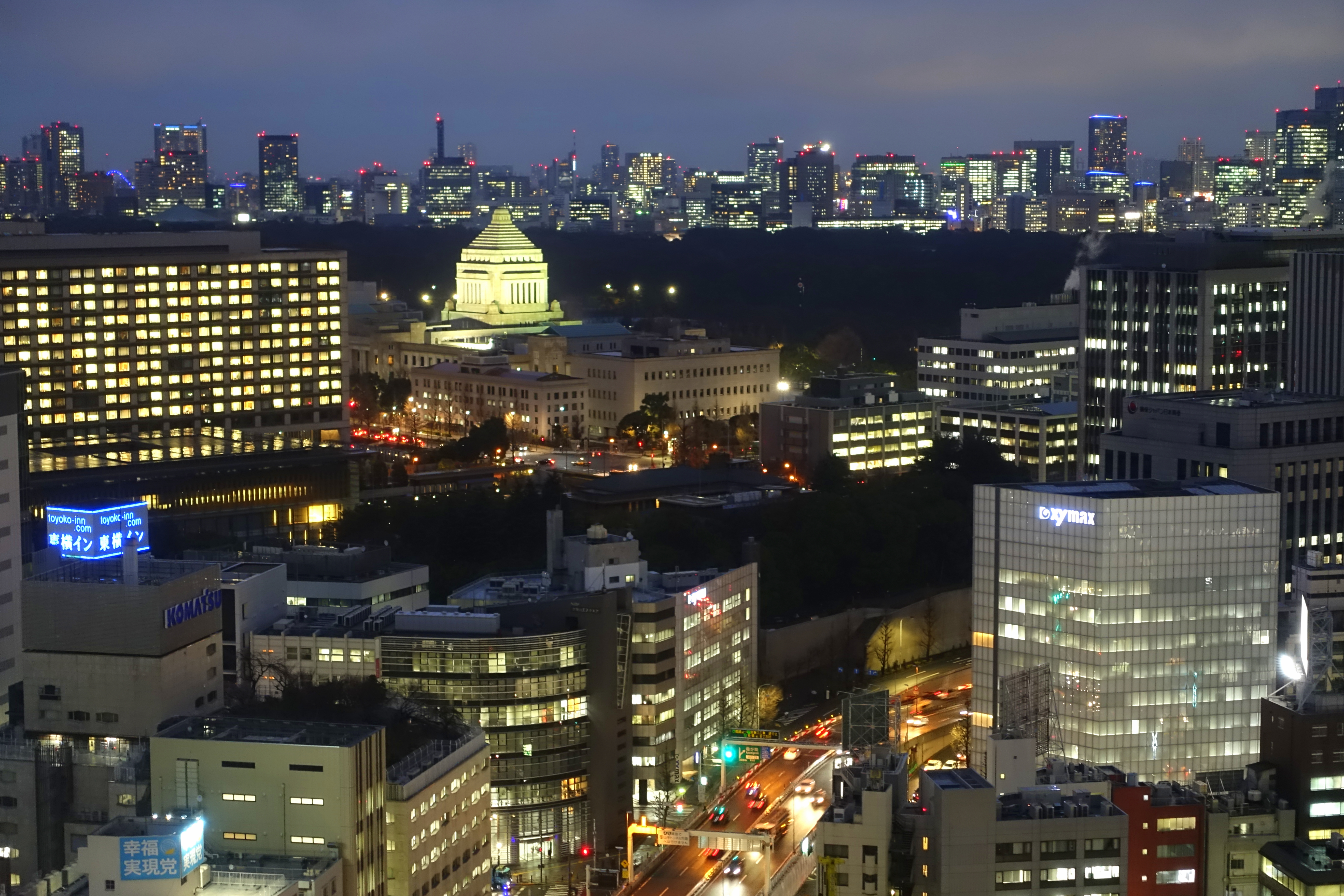
Ночной вид на здание парламента и окружающие небоскрёбы

Здание парламента Японии (яп. 国会議事堂 коккай гидзи-до:, «Здание Государственного Совета») — сооружение в Японии, место проведения заседаний парламента Японии. Расположено в правительственном квартале Нагата-тё района Тиёда, Токио. Построено в 1936 году из железобетона.

## История

### Временные здания
Планирование строительства здания парламента Японии началось после провозглашения рескрипта Императора Мэйдзи 1881 года о создании парламента.
В 1890 году для проведения первой сессии Императорского парламента, из дерева соорудили первое временное здание парламента в квартале Касумигасэки района Тиёда. Здание полностью сгорело во время большого пожара в январе 1891 года, поэтому на время реставрационных работ Палата пэров японского парламента несколько месяцев располагалась в Доме Общества титулованного сословия в квартале Ямасита, а Палата представителей — в корпусе Императорского инженерного университета в квартале Тораномон.
В 1894 году, во время японо-китайской войны, когда фактическая столица Японии была ненадолго перенесена в Хиросиму, парламент заседал во временном здании на территории хиросимского замка.
В 1891 году на месте первого временного здания парламента в квартале Касумигасэки был построен второй. Он сгорел в 1925 году, но был отреставрирован через три месяца. До 1936 года это здание выполняло роль главного зала заседаний японских парламентариев.

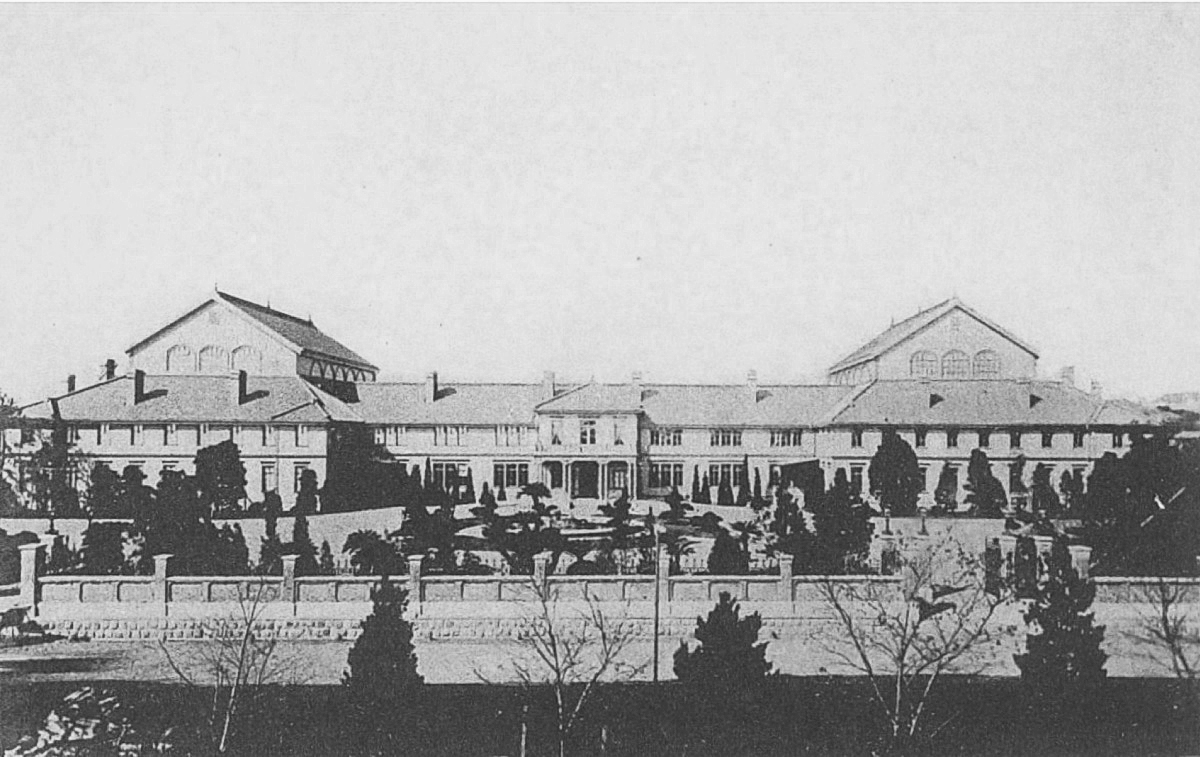
1-е временное здание (1890—1891)
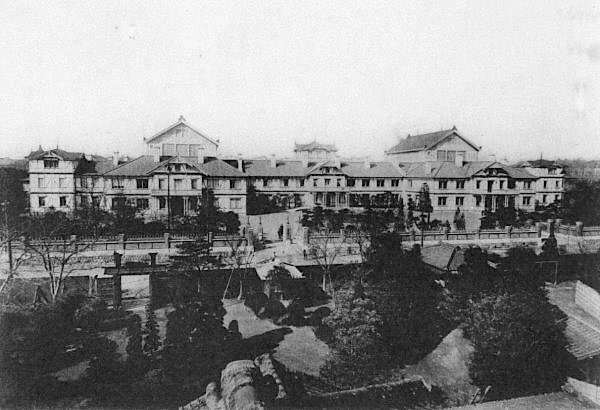
2-е временное здание (1891—1936)
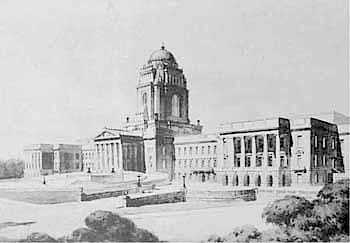
Проект Ватанабэ (1919)
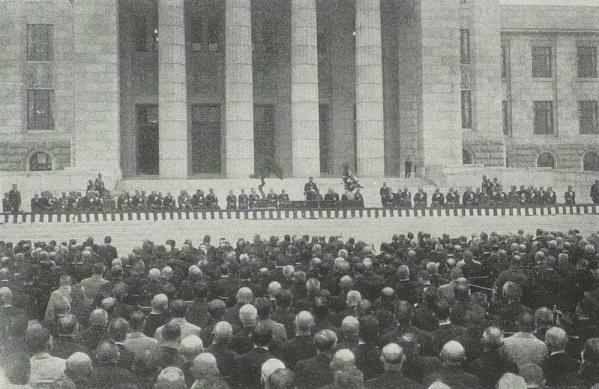
Церемония открытия (1936)

### Постоянное здание
В 1886 году для строительства постоянного здания парламента был создан временный отдел строительства (яп. 臨時建築局) при Кабинете министров Японии. В 1887 году совет Кабмина выделил земельный участок для парламентского здания в квартале Нагата, однако отложил на будущее вопросы проектирования и финансирования строительства. В 1899 году Инспекционный комитет строительства парламента (яп. 議院建築調査会) осуществил проверку участка, провёл анализ почвы и строительных материалов. Однако работы затянулись из-за оживлённых дебатов японской общественности относительно архитектурного стиля будущего сооружения и способов его строительства.
В 1917 году правительство создало новый Инспекционный комитет по строительству здания парламента при Министерстве финансов Японии и в следующем году выделило средства на проектирование. После длительных обсуждений было решено провести общенациональный конкурс на лучший проект здания. Архитектором должен был стать только японец, а все строительные материалы должны были быть только японскими. В 1919 году, в результате двухэтапного конкурса, победила работа Ватанабэ Фукудзо. Однако её использовали лишь как ориентир, а строительство начали по проекту архитектора Яхаси Кэнити, чиновника Министерства финансов.
Работы над зданием парламента начались в 1920 году и продолжались 17 лет. В них было занято около 2 540 000 работников. Затраты на строительство составили 257 миллионов иен. 7 ноября 1936 года здание было завершено и торжественно открыто в присутствии первых лиц государства.

## Описание

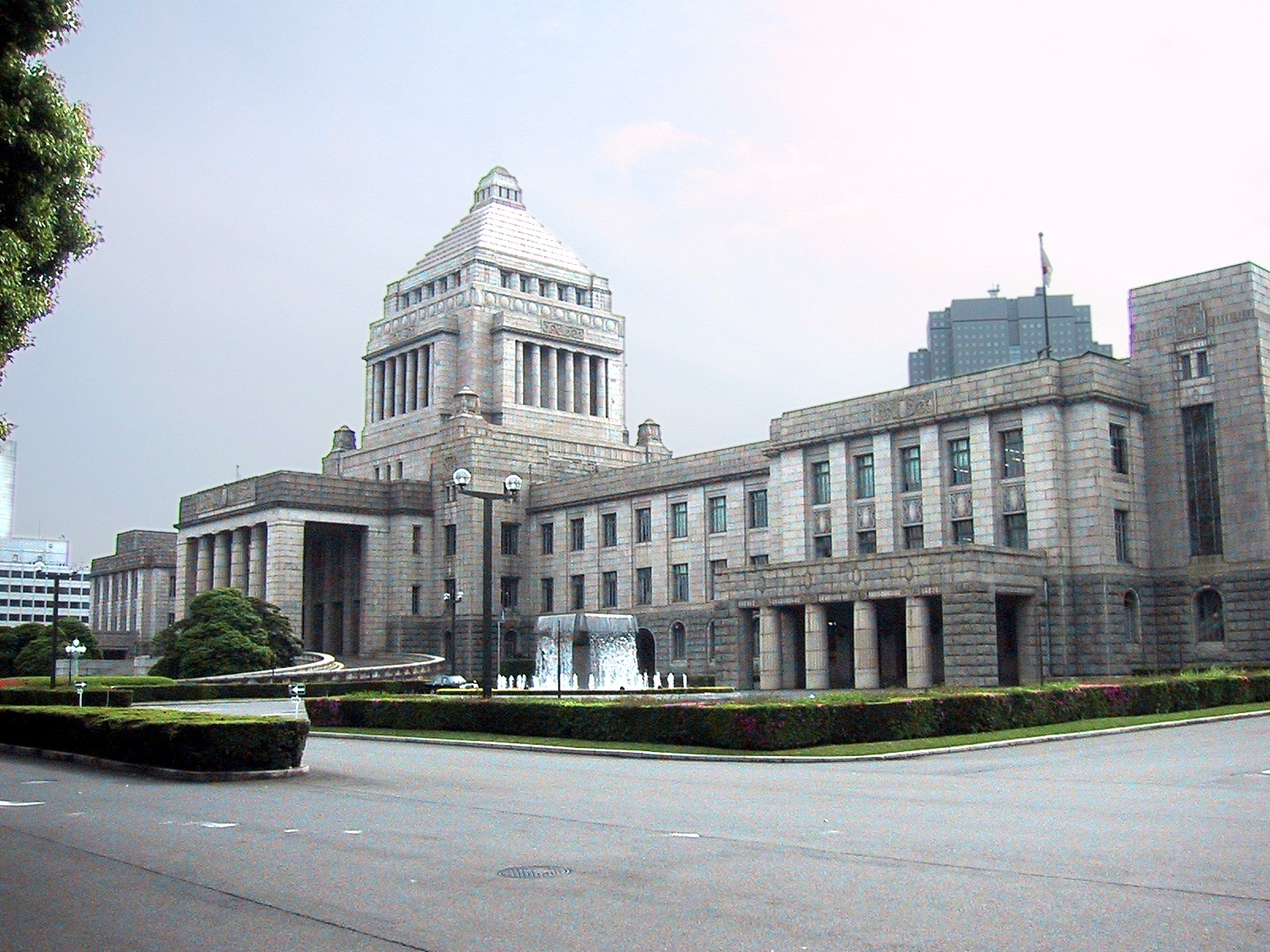
Правый вход в Палату советников

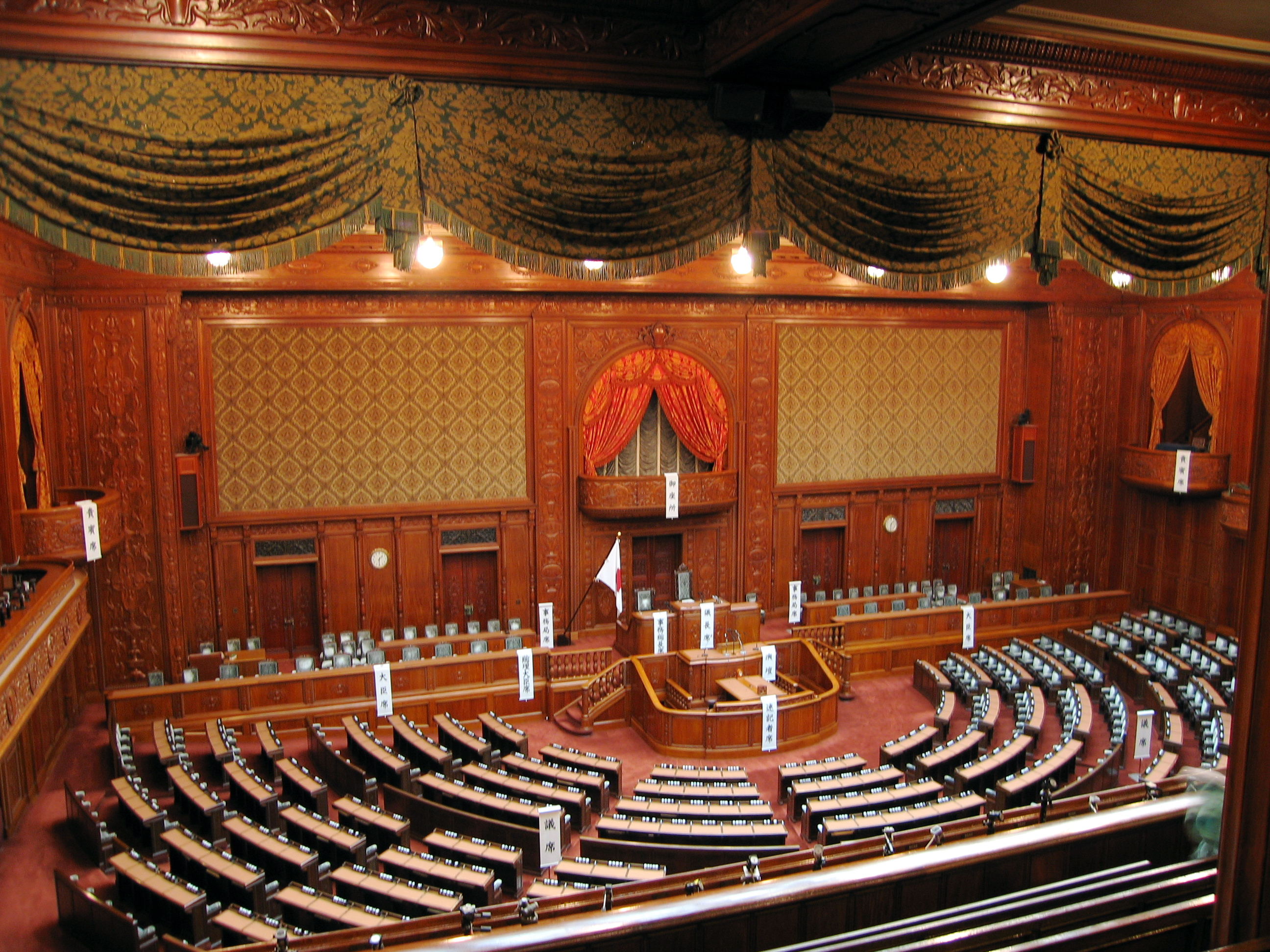
Зал заседаний Палаты представителей

Здание Парламента Японии — прямоугольное в плане железобетонное трёхэтажное здание, облицованное снаружи гранитом. Оно выполнено в так называемом «новом стиле» (яп. 近世式). Крайние башни здания имеют четыре этажа, а центральная башня — девять. Общая площадь здания составляет 53 466 м². В левой части здания заседает Палата представителей, а в правой части — Палата советников. Каждая из частей здания имеет отдельный вход. Центральный вход расположен под центральной башней. Он используется только в особых случаях — при открытии новых сессий парламента, принятии новых депутатов обеих палат после общенациональных выборов или приёме иностранных гостей высокого ранга. Здание имеет 390 больших и около 60 малых комнат. Общая длина коридоров составляет 4,64 км. Все детали интерьера и экстерьера здания изготовлены японскими мастерами из японских строительных материалов.
Залы заседаний обеих палат находятся на втором этаже здания — в правой и левой частях. Площадь каждого зала составляет 743 м². Места депутатов расположены полукругом вокруг трибуны для выступлений. Все места именные, закреплены за конкретными парламентариями. За трибуной размещается место спикера парламента, а слева от него — место генерального секретаря. Перед местом спикера, по обе стороны от него, расположены места министров Кабинета министров, за которыми находятся места для их помощников и служащих. В центральной фасадной части зала Палаты советников размещено место для Его Величества Императора, которое используется при открытии сессий палаты. Места гостей и прессы расположены на третьем этаже.
Обе палаты также имеют помещения для своих комитетов: Палата представителей — 16, а Палата советников — 18. Однако половина комитетов заседает в отдельном корпусе, построенном рядом со зданием парламента.
В западной части третьего этажа центральной башни, в которую с центрального входа ведёт парадная лестница, расположена комната для отдыха Императора. Ниже неё, на втором этаже, находится комната министров, в которой происходят совещания Кабинета министров при открытии парламентских сессий.
К западу от здания парламента расположены три депутатские здания, где каждый депутат имеет свой отдельный рабочий кабинет. На востоке, перед фасадом здания, разбит Парламентский сад. В северной части расположены Национальная парламентская библиотека Японии и Зал конституционной политики, в котором хранятся материалы, посвящённые истории развития японского парламентаризма.